# Gazoduc Maghreb-Europe

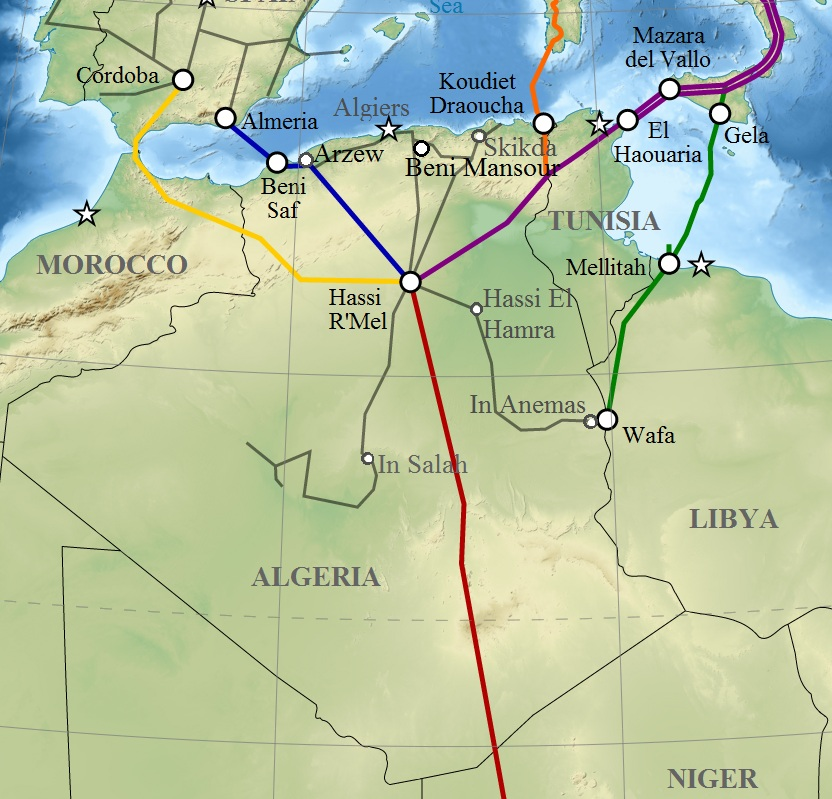
En jaune sur cette carte

Le Gazoduc Algérie-Europe aussi appelé gazoduc Pedro Duran Farell, ou GME en abrégé, est un gazoduc international qui part du gisement algérien Hassi R'Mel et rejoint Cordoue en Espagne via le Maroc et le détroit de Gibraltar.

## Tracé et caractéristiques
Le diamètre de la partie terrestre du pipeline est de 48 pouces soit 122 cm. La partie maritime a un diamètre de 22 pouces. La capacité de transport était de 8,5 bcm (8,5 milliards de m3) par an initialement, elle a été augmentée à 13,5 en 2005. La longueur totale est d'environ 1 300 km (tronçon Algérien 520 km, tronçon Marocain 540 km, tronçon maritime 45 km et tronçon Espagnol 270 km).
Il s'agit d'une prouesse technique pour l'époque de sa construction. La traversée du détroit de Gibraltar a demandé plusieurs études du fond marin ainsi que des courants sous-marins, assez forts et instables à cet endroit.
C'est une réussite technico-économique totale. Le projet a en effet depuis le début de son exploitation (novembre 1996) réussi à atteindre tous les objectifs qui lui furent assignés.

## Histoire
L´idée du gazoduc Maghreb-Europe (GME) a vu le jour en 1990, à l´initiative de l´entreprise espagnole, Enagás, aujourd’hui connue sous le nom de Naturgy. Le but du projet étant de fournir du gaz naturel algérien à l´Espagne et au Portugal. Malgré le différend politique qui opposait l´Algérie au Maroc sur la question du Sahara occidental, les travaux de construction ont pu débuter en 1993 et se sont achevés fin 1996. Il a été mis en service le 1er novembre 1996, et ce malgré la fermeture des frontières terrestres en 1994, entre l´Algérie et le Maroc.
En conflit avec le Maroc, l'Algérie n'a pas renouvelé le contrat d'exploitation qui a expiré le 31 octobre 2021,. Le gaz à destination de l'Espagne passe, depuis cette date, par Medgaz, un gazoduc également partiellement sous-marin, qui relie les installations algériennes de Béni Saf au port d'Almería en Espagne sans transiter par le Maroc.